# Дита фон Тиз
Ди́та фон Тиз (англ. Dita von Teese), настоящее имя Хи́зер Рене́ Свит (англ. Heather Renée Sweet; род. 28 сентября 1972 года, Уэст-Бранч, Мичиган, США) — американская исполнительница шоу в стиле бурлеска, фотомодель, певица.

## Детство и юность

### Ранние годы и образование
Родилась 28 сентября 1972 года в Уэст-Бранче, штат Мичиган, в семье мастера маникюра и машиниста — средняя из трёх дочерей. По отцовской линии Дита имеет армянское происхождение. Об этом она заявила в своём микроблоге во время участия в конкурсе Евровидение 2009, выразив свой восторг от выступления участниц из Армении — Инги и Ануш Аршакян. О своих армянских корнях Дита фон Тиз упоминает во время интервью различным изданиям, сообщая, что её бабушка была наполовину армянкой.
Известна своим пристрастием к кинематографу 1940-х годов и классическим ретро-стилем.
С раннего возраста занималась балетом и танцевала сольные номера в возрасте 13 лет. Хотя она хотела стать балериной, в 15 лет «была на пике своих возможностей». Позже она включила элементы балета в свои бурлескные номера, например, выступая на пуантах.
Семья переехала в округ Ориндж (Калифорния) в связи со сменой работы отца. Там Дита поступила в высшую школу в Ирвайне. В подростковом возрасте работала сначала в пиццерии, а с 15 лет — в магазине женского белья.
В колледже изучала исторический костюм и мечтала работать костюмером в исторических фильмах. Сейчас она — стилист и костюмер собственных шоу и фотосессий.
В 19 лет начала подрабатывать, танцуя в клубах. Основное место работы днём — консультант в магазине косметики. В 1990 году она устроилась на работу в стрип-клуб «Captain Cream» в Лейк-Форест, где и родилась основа её имиджа. Через год работы родился псевдоним: имя «Дита» — в честь кинозвезды 20-х годов Диты Парло. В 1999 году журнал Плейбой для публикации фото запросил у Диты её полное имя. Дита открыла телефонную книгу и выбрала фамилию «фон Триз» (von Treese). Но редакторы допустили опечатку и журнал вышел с подписью Dita von Teese — так и родился псевдоним танцовщицы.

## Карьера

### Бурлеск
Дита фон Тиз известна главным образом своими бурлескными номерами, в прессе её часто называют «Королевой бурлеска». Дита начала выступать с бурлескными номерами с 1992 года в группе танцовщиц, которые являлись инициаторами возрождения жанра бурлеск. По словам Диты, она «возвращает игривость стриптизу», обогащая свои выступления оригинальным реквизитом и персонажами. Она вдохновляется мюзиклами и кино 1930 и 1940-х годов. Её уникальный стиль был навеян ей образами таких эксцентричных женщин, как Луиза Казати, Анна Пьяджи и Изабелла Блоу.
Самые знаменитые номера Диты включают в себя карусель с лошадьми, огромную компактную пудру, будуар в китайском стиле и ванную. Знаменитый танец с веерами, на создание которого Диту вдохновила танцовщица Салли Рэнд, Дита исполняет с самыми большими в мире веерами из перьев, на которые теперь можно взглянуть в Музее секса в Голливуде.
Ключевым номером Диты фон Тиз является «Бокал мартини».
Карьера в бурлеске Диты включает в себя несколько ключевых выступлений.
В 2005 году Дита выступила в Нью-йоркской академии искусств (en:New York Academy of Art) в костюме, инкрустированным бриллиантами на 5 миллионов долларов США.
Дита стала первой приглашенной танцовщицей, выступившей в парижском кабаре клубе Crazy Horse в Октябре 2006.
Также в 2006 году Дита появилась в 7-м сезоне шоу «Топ-модель по-американски» (Топ-модель по-американски), где давала участницам уроки танцев.
В 2007 году Дита фон Тиз выступила на ежегодном фестивале Erotica в Лондоне.
Камерон Диас в фильме «Ангелы Чарли: Только вперёд» исполнила номер Диты в бокале мартини. Имя Диты указано в финальных титрах в рубрике «Отдельное спасибо».
Первая книга Диты фон Тиз «Бурлеск/фетиш и искусство соблазнять», 2006 год, издательство HarperCollins, содержит мнение Диты о происхождении бурлеска и фетиша и об истории этих жанров.
Журнал Vanity Fair назвал Диту «Супергероиней бурлеска».
В 2009 году Дита приняла участие в конкурсе Евровидение, проходившем в Москве. Она танцевала для номера «Miss Kiss Kiss Bang» немецкой группы «Alex swings Oscar sings». Номер занял 20 место из 25. Дита сказала, что номер подвергся цензуре, так как грудь танцовщицы была слишком оголённой.

### Фотомодель
Дита фон Тиз известна своими фетиш-фото. В фетиш-сообществе она знаменита своими фото в корсете и бандаже.
Частое ношение корсета уменьшило её талию до 56 см, в корсете талия Диты — 42 см.
Рост Диты — 163 см вес — 52 кг.
Дита появлялась на обложках многих фетиш-журналов, включая Bizarre и Marquis.
В 2002 году Дита появилась на обложке книги японского автора Мидори «Чарующее искусство японского бандажа» («The Seductive Art of Japanese Bondage»).
Фотографии Диты публиковались в журнале Плейбой в 1999, 2001 и 2002 годах. На обложке Плейбоя Дита появилась в 2002 году.
Немецкая группа Atrocity выбрала фото Диты обложкой своего альбома «Werk 80 II» в 2008 году.

### Кино
Фон Тиз иногда снимается в кино. В начале карьеры она появлялась в фетиш-фильмах и порнофильмах. Например, «Romancing Sara», «Matter of Trust» — в этих фильмах она указана под своим реальным именем. Дита снялась в двух хардкор-фетиш-фильмах Эндрю Блейка: «Pin Ups 2» и «Decadence».
В последнее время Дита появляется в фильмах мейн-стрим, например, в короткометражном фильме 2005 года «Смерть Сальвадора Дали» (The Death of Salvador Dali). Фильм выиграл несколько наград на фестивалях (Raindance Film Festival, Mill Valley Film Festival и пр.), а Дита получила награду как «Лучшая Актриса на кинофестивале в Беверли Хиллз (Beverly Hills Film Festival)».
Также Дита снялась в фильмах «Святой Франциск» (Saint Francis) и «Комната Бум Бум» (The Boom Boom Room) в 2007 году.
Дита снималась в многочисленных видеоклипах, например, в клипе группы Green Day на песню «Redundant», в клипе свинг-бэнда Royal Crown Revue на песню «Zip Gun Bop», в видео Agent Provocateur на кавер-версию песни Joy Division «She’s Lost Control», в клипе Мэрилина Мэнсона (Marilyn Manson) на песню «Mobscene». Она также снялась в концертном видео 2008 года Джорджа Майкла (George Michael) для песни «Feelin' Good». В 2013 году Дита снялась в клипе группы 30 Seconds to Mars «Up In The Air» и клипе британской группы Monarchy на песню «Disintegration». В 2014 снялась в клипе группы Die Antwoord «Ugly Boy».
Между тем, Дита не собирается становиться актрисой. Она соглашается лишь на роли, которые «могла бы назвать своими». Дита не понимает, почему многие женщины, становясь знаменитыми, «стремятся непременно сняться в кино. Но, думаю, если роль будет подходить для меня с эстетической точки зрения, я рассмотрю это предложение».
В начале 2011 года Дита сыграла саму себя (псевдоним в кино был изменён на Rita von Squeeze) в эпизоде «A Kiss Before Frying» сериала CSI.

### Музыка
В 2013 году совместно с британским электронным дуэтом Monarchy Дита записала сингл «Disintegration» и снялась для него в музыкальном клипе.
В 2015 году Дита вновь приняла участие в съемках совместного с Monarchy клипа «Black Widow», но уже лишь в качестве модели.
В 2016 году Дита уже во второй раз сотрудничала с южно-африканской рэйв\хип-хоп группой Die Antwoord для записи песни «GUCCI COOCHIE» из первого микстейпа «Suck On This».
В ноябре 2017 года выпустила дебютный трек «Rendez-vous»

### Индустрия моды и реклама

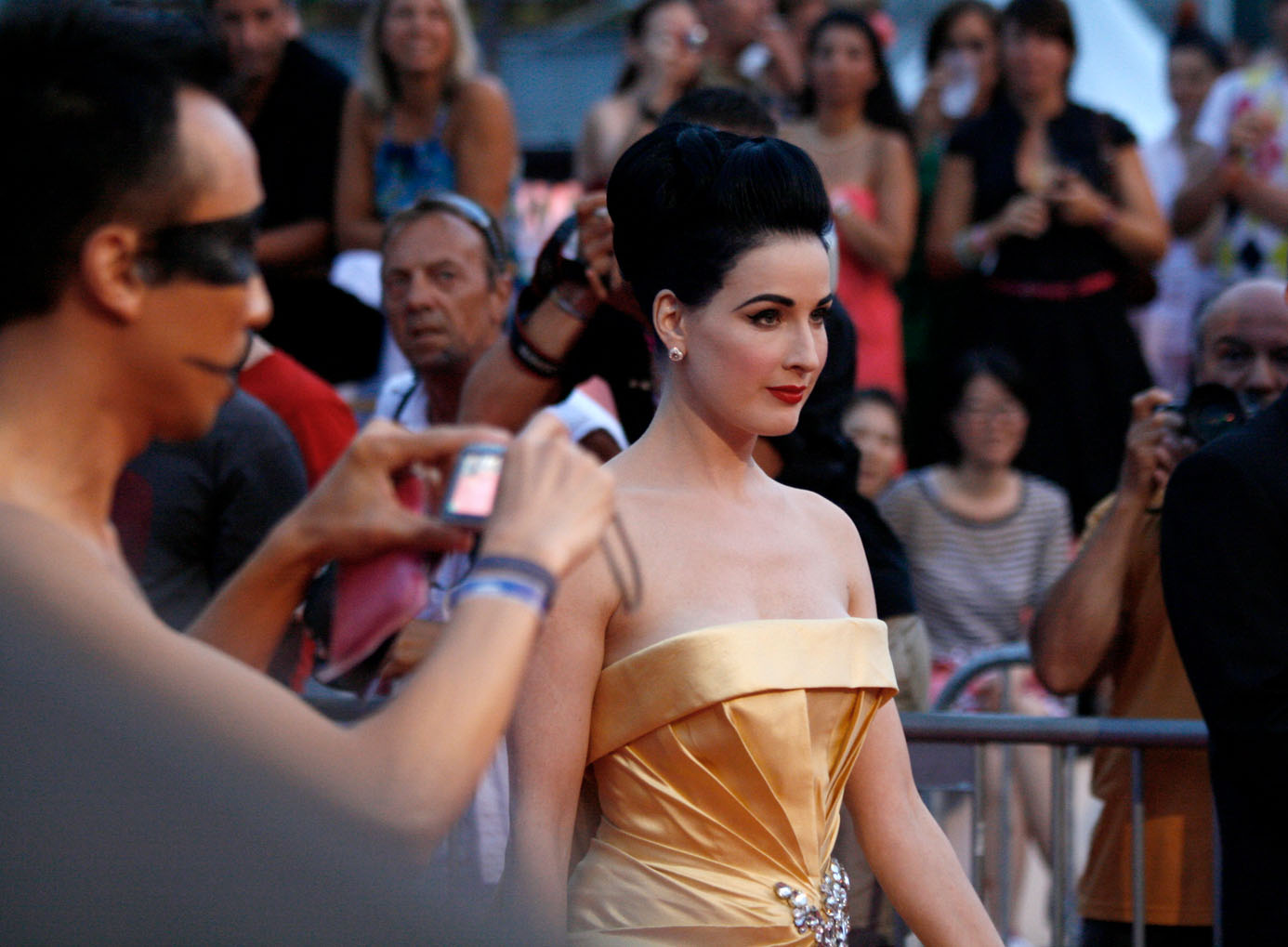

Дита фон Тиз часто появляется в списках «Лучших одетых знаменитостей», является частой гостьей на показах мод.
Несколько раз Дита сама появлялась на подиуме.
Весной 2004 года на Неделе моды в Лос Анджелесе представляла марку Heatherette. В 2005 году на показе осень/зима в Париже представляла марку Giambattista Valli. В 2006 году на Неделе моды в Милане участвовала в показе Moschino Cheap & Chic осень/зима 2006/07. В 2007 году дважды появлялась на Неделе моды в Париже на показах Жана-Поля Готье. В 2005 году появилась в рекламе коллекции весна/лето Vivienne Westwood. В 2006 году стала лицом австралийской марки Wheels and Dollbaby в рекламе коллекции весна/лето 2006/07. Была лицом компании MAC Cosmetics. Являлась рекламным представителем и лицом ликера Cointreau компании Rémy Cointreau до 2015 года. Появлялась на обложках журналов Vanity Fair, Vogue, Elle, Tatler и многих других. Появлялась в благотворительных рекламных кампаниях организации PETA. Совместно с компанией Wonderbra выпустила две коллекции белья собственного дизайна. В октябре 2011 года выходит первый аромат от Диты, «Femme totale».
Работала над написанием книги «о красоте», собиралась выпустить собственную линию косметики.
В 2012 году стала лицом немецкого косметического бренда ARTDECO, разработав собственную линию косметических средств для создания макияжа в стиле «Дита».

## Личная жизнь
Живёт в двух городах — Лос-Анджелесе и Париже.
Коллекционирует старинный фарфор (в частности, подставки для яиц и чайные сервизы), корсеты, шейкеры для коктейлей и пуанты.
В 2005—2007 годах Дита была замужем за музыкантом Мэрилином Мэнсоном. До замужества с Мэрилином Мэнсоном встречалась с вокалистом/гитаристом группы Social Distortion Майком Нессом (Mike Ness) и актёром Питером Сарсгаардом.
Дита открыто говорит о сделанных пластических операциях. Она увеличила себе грудь, сделала родинку на скуле — татуаж. Удалила одно ребро, чтобы уменьшить размер талии.
Машины Диты — BMW Z4 и Jaguar S-type 1965 года выпуска. До декабря 2010 она владела Chrysler New Yorker 1939 года выпуска.

## Избранная фильмография
| Год  |     | Русское название                       | Оригинальное название                        | Роль                      |
| ---- | --- | -------------------------------------- | -------------------------------------------- | ------------------------- |
| 1995 | ф   | Роман с Сарой                          | Romancing Sara                               | Эллисон                   |
| 1998 | ф   | Криминал                               | Matter of Trust                              | девушка                   |
| 2000 | в   | Декаданс                               | Decadence                                    | н/д                       |
| 2002 | в   | —                                      | Bound in Stockings                           | н/д                       |
| 2004 | кор | Цветущая орхидея                       | Blooming Dahlia                              | Элизабет Керт             |
| 2005 | кор | Смерть Сальвадора Дали                 | The Death of Salvador Dali                   | Гала                      |
| 2007 | ф   | Святой Фрэнсис                         | Saint Francis                                | Соул Бернар / Пика Бернар |
| 2011 | с   | C.S.I.: Место преступления             | CSI: Crime Scene Investigation               | Эллен Уайтбридж / Агнес   |
| 2018 | с   | Любопытные творения Кристин Макконнелл | The Curious Creations of Christine McConnell | Вивиенн                   |
| 2022 | ф   | Не беспокойся, дорогая                 | Don’t Worry Darling                          | камео                     |

## Дискография

### Студийные альбомы
| Название       | подробности релиза                                                                   | Высшая позиция в чартах | Высшая позиция в чартах | Высшая позиция в чартах |
| Название       | подробности релиза                                                                   | BEL                     | FRA                     |                         |
| -------------- | ------------------------------------------------------------------------------------ | ----------------------- | ----------------------- | ----------------------- |
| Dita Von Teese | - Выпущен: 16 февраля 2018 - Лейбл: Record Makers - Форматы: CD, цифровое скачивание | 140                     | 119                     |                         |

### Музыкальные синглы
- Monarchy — «Disintegration»; при участии Диты фон Тиз (2013)
- Die Antwoord — «Gucci Coochie»; при участии Диты фон Тиз (2016)

## Книги
- Von Teese, Dita; Garrity, Bronwyn (2006). Burlesque and the Art of the Teese: Fetish and the art of the teese. New York: Harper Collins/Regan Books. ISBN 978-0-06-059167-0.
- Von Teese, Dita; Rose Apodaca (2015). Your Beauty Mark: The Ultimate Guide to Eccentric Beauty. New York: HarperCollins/Dey Street Books ISBN 978-0-06-072271-5
- Von Teese, Dita (2021). Fashioning The Femme Totale. New York: HarperCollins/Dey Street Books.